# Le Pin (Isère)
Le Pin foi uma comuna francesa na região administrativa de Auvérnia-Ródano-Alpes, no departamento de Isère. Estendia-se por uma área de 9,6 km². Em 2010 a comuna tinha 1 231 habitantes (densidade: 128,2 hab./km²).
Em 1 de janeiro de 2017, passou a formar parte da nova comuna de Villages du Lac de Paladru.